# Villard (Alta Saboia)
Villard é uma comuna francesa na região administrativa de Auvérnia-Ródano-Alpes, no departamento da Alta Saboia. Estende-se por uma área de 7.42 km². Em 2010 a comuna tinha 876 habitantes (densidade: 118,1 hab./km²).